# 扶风县
扶风县位于中國西北的陕西省，距离西安约110公里，距离宝鸡市约95公里，行政區劃上属于宝鸡市，区域总面积约751平方公里，常住人口约32万人，县人民政府駐扶风新区。
扶风县著名古迹有法门寺。

## 行政区划
扶风县下辖1个街道办事处、7个镇：
城关街道、天度镇、午井镇、绛帐镇、段家镇、杏林镇、召公镇和法门镇。

## 人口
宝鸡市第七次全国人口普查公报显示：扶风县常住人口为313231人，男性人口占比50.81%，女性人口占比49.19%，年龄结构中0-14岁占比16.62%，15-59岁占比56.57%，60岁以上占比26.81%，65岁以上占比19.21%。

## 交通
- 铁路： 陇海铁路：绛帐站
- 高速铁路： 徐兰高速铁路
- 高速公路： 连霍高速
- 国道： 344国道